# Infracțiunile contra demnității în România
Infracțiunile contra demnității sunt acele fapte care lezează demnitatea, onoarea sau reputația unei persoane, ca atribut esențial al personalității omului. 
Infracțiunile contra demnității fac parte din clasificarea infracțiunilor realizată de legiuitorul român în funcție de obiectul juridic al infracțiunii. Vechiul cod penal de la 1969 incrimina insulta și calomnia.  

## Insulta
Conform Noului Cod Penal (2014) insulta nu mai este considerată infracțiune.
Conform Articolului 205 din vechiul Cod Penal, insulta este atingerea adusă onoarei ori reputației unei persoane prin cuvinte, gesturi sau prin orice alte mijloace, ori prin expunerea la batjocură. Asimilată acestei infracțiuni îi este și atribuirea unei persoane cu un defect, boală sau infirmitate care, chiar reale de-ar fi, nu ar trebui relevate.
Subiectul activ poate fi orice persoană, inclusiv o persoană juridică, pe când subiectul pasiv poate fi doar o persoană în viață. Chiar și incapabilii, cei aflați în stare de iresponsabilitate sau copiii pot fi subiecți pasivi, căci demnitatea unei persoane este un atribut al ființei umane, fie că există sau nu capacitatea de conștientizare. Persoanele juridice, însă, nu pot fi subiecți pasivi.
Infracțiunea se poate realiza în mai multe moduri. Primul ar fi sub forma unei atingeri adusă onoarei sau demnității unei persoane, prin orice act care încalcă sentimentul de onoare, conștiința propriei demnități sau care știrbește renumele, stima, prețuirea sau considerația de care se bucură persoana în societate. Atingerea adusă unei persoane se poate realiza prin cuvinte, rostite sau scrise, prin gesturi, prin expunerea la batjocură sau alte asemenea mijloace. 
Fapta se poate comite și prin omisiune. Spre exemplu, gesturile de nepolitețe.
Un alt mod ar fi prin atribuirea unei persoane cu un defect, boală sau infirmitate care, reale chiar, nu ar fi trebuit relevate (nevăzător, bolnav psihic etc.). Acestea pot fi relevate doar când sunt făcute din compasiune sinceră sau pentru a determina bolnavul să se supună unui tratament medical.
Infracțiunea de insultă se reține și pentru cazurile în care pentru afirmația insultătoare nu este admisibilă proba verității sau când afirmația se dovedește neadevărată.
Infracțiunea este considerată consumată atunci când afirmația insultătoare a fost adresată părții vătămate sau când a fost comisă în public. Dacă este înfăptuită în scris, atunci este consumată când a ajuns la destinatar.
Fapta se poate comite cu intenție directă și eventuală. Scopul și mobilul nu sunt considerate elemente de tipicitate ale faptei.
Sancțiunea constă în amendă. Tentativa acestei infracțiuni nu se pedepsește.
Pentru a fi pusă în mișcare acțiunea penală, e nevoie de o plângere prealabilă, iar împăcarea părților elimină răspunderea penală.

## Calomnia
Calomnia este, conform Articolului 206 din vechiul Cod Penal, afirmarea sau imputarea în public, prin orice mijloace, a unei fapte determinate privitoare la o persoană, care, dacă ar fi adevărată, ar expune acea persoană la o sancțiune penală, administrativă sau disciplinară ori disprețului public.
Subiect activ poate fi orice persoană fizică sau juridică ce poate răspunde penal, iar subiect pasiv poate fi doar o persoană fizică.
Infracțiunea se poate realiza fie prin afirmare, relatând ceva despre cineva, fie prin imputare, reproșând ceva cuiva. Afirmarea sau imputarea se pot manifesta prin cuvinte, mesaje sau prin orice mijloace, privind o faptă determinată, faptă concretă care să poată fi identificată sau individualizată. Dacă afirmația nu privește o faptă determinată, se poate reține o infracțiune de insultă. 
Verificarea gravității faptei se face în concret de către judecător. Fapta imputată atrage disprețul public atunci când, raportat la morala din acel moment, de situația personală a părții vătămate, a agentului și de felul în care opinia publică privește aceste fapte, atribuirea sau imputarea e de natură să-i atragă părții vătămate disprețul public. Când asta nu se îndeplinește, nu vorbim de o faptă tipică.
Fapta trebuie comisă în public. Înscrisurile, plângerile sau denunțurile nedezvăluite nu sunt considerate a fi publice, însă fapta e considerată publică și atunci când comunicarea se face succesiv mai multor persoane. La fel și dacă se folosește mass-media. Atât timp cât nu este îndeplinită condiția comiterii în public, fapta poate constitui, eventual, o infracțiune de insultă.
Fapta se poate comite cu intenție directă sau eventuală. Afirmarea sau imputarea se referă aici la fapte publice, determinate neadevărate, care pot atrage o sancțiune penală, administrativă sau disciplinară.
Sancțiunea constă în amendă. Tentativa nu se pedepsește. Acțiunea penală începe în urma unei plângeri prealabile, însă împăcarea părților duce la înlăturarea răspunderii penale.
Conform Noului Cod Penal (2014) calomnia nu mai este considerată infracțiune.

## Proba verității
Articolul 207, Cod Penal, prevede că proba verității celor afirmate sau imputate este admisibilă dacă afirmarea sau imputarea a fost săvârșită pentru apărarea unui interes legitim. Fapta de insultă sau calomnie cu privire la care s-a făcut proba verității nu constituie infracțiune. Prin urmare, prin proba verității, inculpatului i se oferă posibilitatea de a dovedi că afirmațiile sau imputările care se referă la fapte sunt adevărate.
Pe lângă proba verității, există și alte cauze justificative care se pot aplica infracțiunilor contra demnității unei persoane, cum sunt consimțământul victimei sau imunitatea judiciară. La fel, nu se consideră calomnie, defăimare sau injurie imputarea sau afirmația ce se face oral sau în scris de către părți sau reprezentanții lor cu ocazia dezbaterilor care au loc înaintea unei instanțe judecătorești sau disciplinare, dacă acea imputare sau afirmație era în legătură cu obiectul dezbaterilor și necesară cauzei.
Libertatea de exprimare a presei determină sancționarea unui jurnalist pentru o infracțiune de insultă sau de calomnie doar în condiții de evidentă rea-credință. Așa, și afirmațiile insultătoare existente într-un discurs politic, al unui politician, sunt tolerate, atacarea adversarului fiind o modalitate de exercitare e vieții politice.

## A se vedea și
- Defăimare
- Insultă